# Anne-Sophie Avé
Pour les articles homonymes, voir Avé.
 (juin 2024).
La mise en forme du texte ne suit pas les recommandations de Wikipédia : il faut le « wikifier ».
Les points d'amélioration suivants sont les cas les plus fréquents :
- Les titres sont pré-formatés par le logiciel. Ils ne sont ni en capitales, ni en gras.
- Le texte ne doit pas être écrit en capitales (les noms de famille non plus), ni en gras, ni en italique, ni en « petit »…
- Le gras n'est utilisé que pour surligner le titre de l'article dans l'introduction, une seule fois.
- L'italique est rarement utilisé : mots en langue étrangère, titres d'œuvres, noms de bateaux, etc.
- Les citations ne sont pas en italique mais en corps de texte normal. Elles sont entourées par des guillemets français : « et ».
- Les listes à puces sont à éviter, des paragraphes rédigés étant largement préférés. Les tableaux sont à réserver à la présentation de données structurées (résultats, etc.).
- Les appels de note de bas de page (petits chiffres en exposant, introduits par l'outil «  Source ») sont à placer entre la fin de phrase et le point final[comme ça].
- Les liens internes (vers d'autres articles de Wikipédia) sont à choisir avec parcimonie. Créez des liens vers des articles approfondissant le sujet. Les termes génériques sans rapport avec le sujet sont à éviter, ainsi que les répétitions de liens vers un même terme.
- Les liens externes sont à placer uniquement dans une section « Liens externes », à la fin de l'article. Ces liens sont à choisir avec parcimonie suivant les règles définies. Si un lien sert de source à l'article, son insertion dans le texte est à faire par les notes de bas de page.
- La présentation des références doit suivre les conventions bibliographiques. Il est recommandé d'utiliser les modèles {{Ouvrage}}, {{Chapitre}}, {{Article}}, {{Lien web}} et/ou {{Bibliographie}}. Le mode d'édition visuel peut mettre en forme automatiquement les références.
- Insérer une infobox (cadre d'informations à droite) n'est pas obligatoire pour parachever la mise en page.

Pour une aide détaillée, merci de consulter Aide:Wikification.
Si vous pensez que ces points ont été résolus, vous pouvez retirer ce bandeau et améliorer la mise en forme d'un autre article.
Anne-Sophie Avé, née le 10 novembre 1968, est une diplomate française. 

## Biographie

### Enfance et formation
Anne-Sophie Avé est née à Fontainebleau d'un père directeur d'une maison de disques et d'une mère enseignante. Elle grandit en Belgique et fréquente le Lycée français de Bruxelles.
Elle est diplômée de l'école supérieure de commerce de Toulouse en 1991 et a suivi les cours de l'École nationale d'administration de 2003 à 2005.

### Carrière professionnelle
Anne-Sophie Avé est ambassadrice de France en Tanzanie,depuis septembre 2024. Auparavant, elle était ambassadrice de France au Ghana de septembre 2018 à août 2022,. De 2019 à 2021, elle anime un talk-show télévisé au Ghana intitulé "Touch of France".
Elle créé le Fonds Akosua, un fonds conseillé par les donateurs et hébergé par l'ONG internationale réputée OAfrica. Le fonds vise à soutenir des projets pour les enfants et les jeunes des communautés dont elle a été nommée Reine mère.

## Touch of France
Un talk-show télévisé animé par Anne-Sophie Avé met en lumière des personnalités ghanéennes ainsi que la France et sa culture. L'émission est récompensée en tant qu'« Émission télévisée de l'année » lors de la cérémonie des Ghana Media and Entrepreneurship Awards.

## Controverse
Le 12 août 2022, le compte Twitter de Anne-Sophie Avé a été limité à ses abonnés, à la suite de critiques publiques sur un message Twitter concernant la responsabilité de la France et, par extension, la sienne dans l'esclavage des peuples africains pendant la période coloniale.
Quatre jours plus tôt, elle écrivait que "l'esclavage est un crime contre l'humanité, et en effet, certains ont acheté des esclaves, mais d'autres les ont vendus. Et ce n'étaient pas des Européens ... si vous voulez blâmer, blâmez tout le monde."
Le tweet était une réaction aux critiques de néocolonialisme faisant référence à son intronisation en qualité de reine du développement d'Osu. Le Tweet a été supprimé le 16 août 2022.

## Distinctions
En mai 2020, elle est nommée Nkosuahemaa de Hani dans le district de Tain, dans la région du Bono (Ghana), sous le nom de Nana Benneh III. Puis en juin 2022, elle est nommée Reine mère de Bonobutu sous le nom de Napoka Amaltinga Apoka et enfin en août 2022, elle est nommée Reine mère d'Osu sous le nom de Naa Norley Owaa Oman. Parmi les autres honneurs, il faut compter les suivants:
- Chevalier de l'Ordre national du Mérite (30 janvier 2008)[13]
- Chevalier de la Légion d'honneur (30 décembre 2016)[14]
- Diplomate de l'année 2021
- Ambassadeur de l'année (Youth Excellence Awards 2021)
- Les 100 acteurs du changement les plus influents du Ghana[15]
- Découverte de l'année - 2021 Ghana Movie Awards[16]
- Émission de télévision de l'année (Ghana Media and Entrepreneurship Awards 2021)[16]
- Femme de l'année 2022 (Golden Age Creative Arts Awards 22)[17]
- Femme la plus remarquable à l'origine du changement (Humanitarian awards global 2022)